# Lobuli testicolari
Lobuli testicolari sono lobi che costituiscono la struttura ghiandolare del testicolo.
Il loro numero, in un unico testicolo, è stimato da Berres a 250 e da Krause a 400. Gli studi anatomici hanno dimostrato figure di 250-290 per lo stesso. Essi differiscono in base alla loro posizione. I lobuli sono di forma conica, la base è diretta verso la circonferenza dell'organo, l'apice verso il testicolo mediastino.
Ogni lobulo è contenuto in uno degli intervalli tra il setto fibroso che si estende tra il testicolo mediastino e la tunica albuginea ed è costituita da uno a tre o più piccoli tubi convoluti, i tubuli seminiferi.